# El Serrat del Gall
El Serrat del Gall és una masia del municipi de Cercs (Berguedà) inclosa en l'Inventari del Patrimoni Arquitectònic de Catalunya.

## Descripció
És un conjunt format per dos cossos d'edificació separats entre si. El més a ponent és una antiga pallissa reconvertida en edifici auxiliar que aprofita el relleu existent en un lateral per guanyar alçada en la part superior. La casa, pròpiament, és l'element situat més a llevant, amb la façana, però, encarada cap a migdia. La teulada, en ambdós casos és a dues aigües i teula aràbiga amb carener paral·lel a la façana principal. L'aparell és de pedra de mesures mitjanes disposades de forma irregular. Pedra tallada acabant les cantonades de la construcció. No té elements decoratius i/o ornamentals destacables.
Es conserva ben a prop de la casa una part de paret que, per tradició, correspondria a la primitiva casa del Serrat del Gall. Les poques restes conservades no permeten establir una tipologia determinada de com seria aquesta casa.

## Història
Documentat el lloc des de l'Edat Mitjana, es conserven unes poques restes de la més antiga construcció de la zona a tocar de l'actual casa. Aquesta, però, es deuria construir a finals del segle xix. És de les poques cases de pagès que ha estat habitada continuadament i de forma regular fins a l'actualitat.